# Pierre Farine
Pour les articles homonymes, voir Farine (homonymie).
Pierre Farine, né le 31 mai 1940 à Locarno, est un prélat catholique suisse, évêque auxiliaire de Lausanne, Genève et Fribourg depuis 1996.

## Biographie
Pierre Farine est né le 31 mai 1940 à Locarno en Suisse. Il passe son enfance à Winterthour où il suit sa scolarité obligatoire. Il effectue son collège à Saint-Maurice dont il sera nommé chanoine d'honneur le 21 septembre 2012 avant d'entrer au séminaire diocésain de Lausanne, Genève et Fribourg en 1960, à la suite de quoi il est ordonné prêtre le 27 juin 1965. Il exerce alors sa charge de prêtre dans diverses paroisses du diocèse. Le 12 août 1996 il est élu évêque auxiliaire du diocèse de Lausanne, Genève et Fribourg et son ordination épiscopale a lieu le 20 octobre de la même année par Amédée Grab. Il choisit pour devise épiscopale un passage de la première épître aux Thessaloniciens : « Soyez toujours dans la joie ! ».
À la suite du décès de Bernard Genoud et durant toute la vacance jusqu'à la prise de fonction de Charles Morerod, il assure l'intérim en tant qu'administrateur diocésain,.
Le 31 mai 2015, Pierre Farine fête ses 75 ans, et à cette occasion remet sa démission au pape en vertu du canon 401 du droit canonique. Le pape François accepte cette décision un mois plus tard, le 30 juin 2015. Charles Morerod nomme alors Pierre Farine « Administrateur du vicariat épiscopal pour le canton de Genève pour une durée maximale d'un an » le temps que le diocèse se réorganise,.